# Мыловская сельская община
Мыловская сельская община (укр. Милівська сільська громада) — территориальная община в Украине, в Бериславском районе Херсонской области. Административный центр — село Мыловое.
Образована 13 августа 2018 путем объединения Качкаровского и Мыловского сельских советов Бериславского района.

## Населенные пункты
В состав общины входят 10 сёл: Дудчаны, Качкаровка, Мыловое, Новая Каменка, Новогригоровка, Новокаиры, Республиканец, Саблуковка, Суханово и Червоный Яр.